# Egbelény
Egbelény (1899-ig Gbellan, szlovákul Gbeľany) község Szlovákiában, a Zsolnai kerületben, a Zsolnai járásban.

## Fekvése
Zsolnától 11 km-re keletre, a Vág jobb oldalán fekszik.

## Története
1362-ben említik először „Koblen” néven. 1434-ben „Belena” alakban említik.
A 18. század végén Vályi András így ír róla: „GBELANK. Tót falu Trentsén Vármegyében, földes Urai külömbféle Urak, lakosai katolikusok, fekszik Varinghoz nem meszsze, és annak filiája.”
Fényes Elek 1851-ben kiadott geográfiai szótárában így ír a faluról: „Gbelán, tót falu, Trencsén vmegyében, Varinhoz 1/2 óra: 513 kath., és 7 zsidó lak. Ékesíti egy urasági csinos kastély. Itt felette jó téglát égetnek. F. u. gr. Nyáry. Ut. p. Zsolna.”
A trianoni békéig Trencsén vármegye Zsolnai járásához tartozott.

## Népessége
| Év:            | 1994. | 2004.   | 2014.   | 2024.    |
| -------------- | ----- | ------- | ------- | -------- |
| Emberek száma: | 1151  | 1244    | 1225    | 1586     |
| Eltérés:       |       | +8,07 % | -1,52 % | +29,46 % |

| Év:            | 2023. | 2024.   |
| -------------- | ----- | ------- |
| Emberek száma: | 1567  | 1586    |
| Eltérés:       |       | +1,21 % |

1910-ben 477, túlnyomórészt szlovák anyanyelvű lakosa volt.
2001-ben 1233 lakosából 1223 szlovák volt.
2011-ben 1210 lakosából 1151 szlovák volt.

## Neves személyek
- Itt született 1804-ben Martincsek Miklós magyar politikus, ügyvéd és országgyűlési képviselő.
- Itt született 1828-ban Nyáry Rudolf esztergomi kanonok, vallásos író.

## Nevezetességei
- A faluban egy 18. századi barokk Zichy-kastély és egy 19. századi klasszicista kúria áll.